# Линь Лян

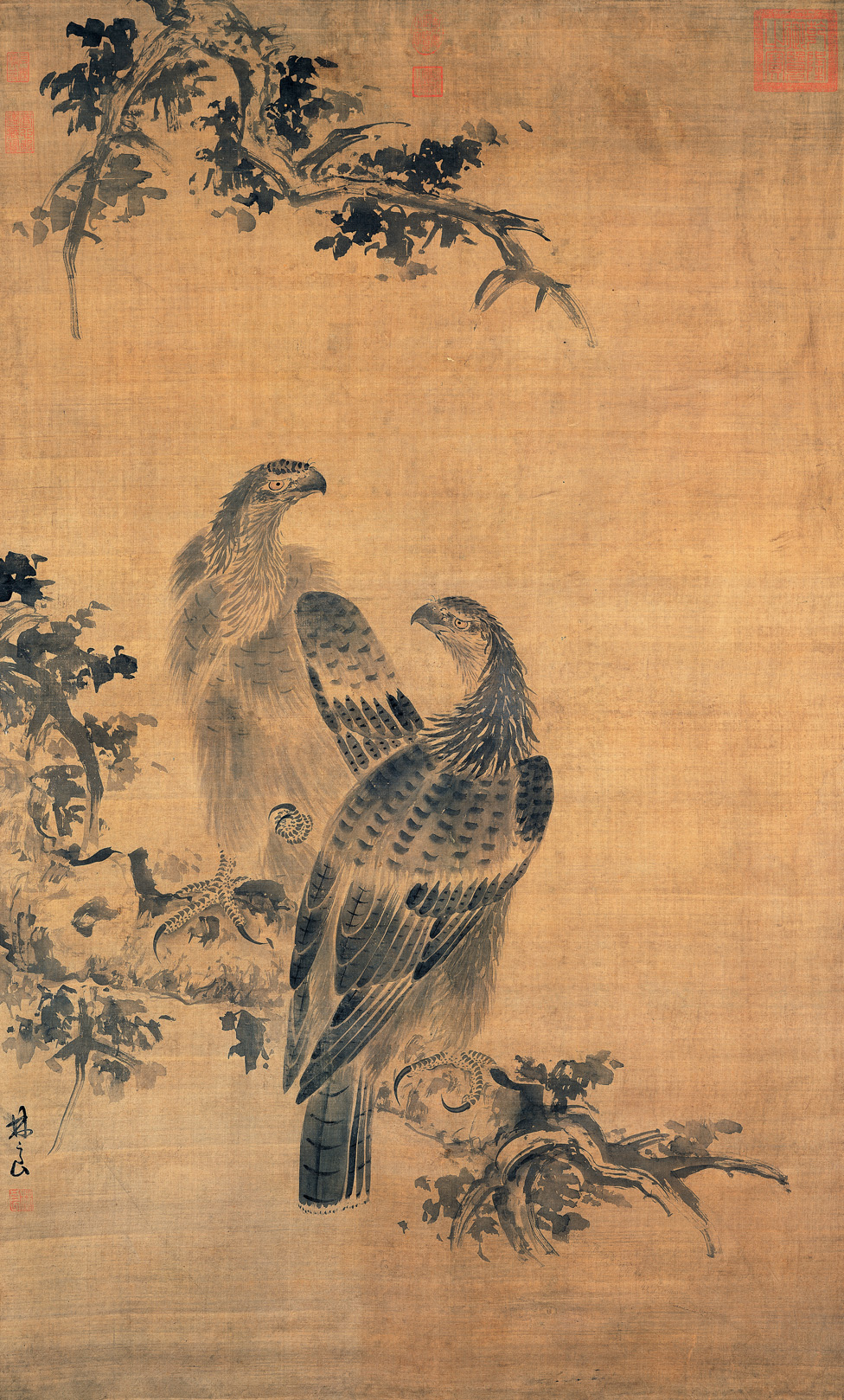
Линь Лян. Два орла. Гугун, Тайбэй.

Линь Лян (кит. 林良, пиньинь Lín Liáng; род. приблизительно в 1410-е гг. — ум. приблизительно в 1490-х гг.) — китайский художник, работавший в жанре «цветы и птицы» во времена империи Мин.

## Биография
Линь Лян был уроженцем Наньхая (современный Гуандун), однако не сохранилось никаких данных о датах его рождения и смерти. Более того, в разных старых китайских источниках приводятся разные даты его работы в качестве придворного художника (такая ситуация характерна для большинства художников, работавших в императорском дворце во времена империи Мин). Ни на одной из его картин нет даты создания.
Поскольку его семья была бедной, Линь Лян первоначально в своём родном городе зарабатывал на жизнь посыльным («помощник Провинциальной Административной Комиссии»), продолжая обучаться живописи у местных художников Янь Цзуна (1393—1454) и Хэ Иня. Постепенно, благодаря своим картинам, он добился некоторой известности среди местных чиновников. Во время правления под девизом «Тяньшунь» (1457—1464) он по рекомендации одного коллекционера был призван в императорский дворец, получив первоначально должность в Министерстве строительства. Он проживал в Зале Благожелательности и Мудрости, где и писал свои произведения. Художник быстро и успешно продвигался по административной лестнице и, в конце концов, получил должность командира императорских гвардейцев.

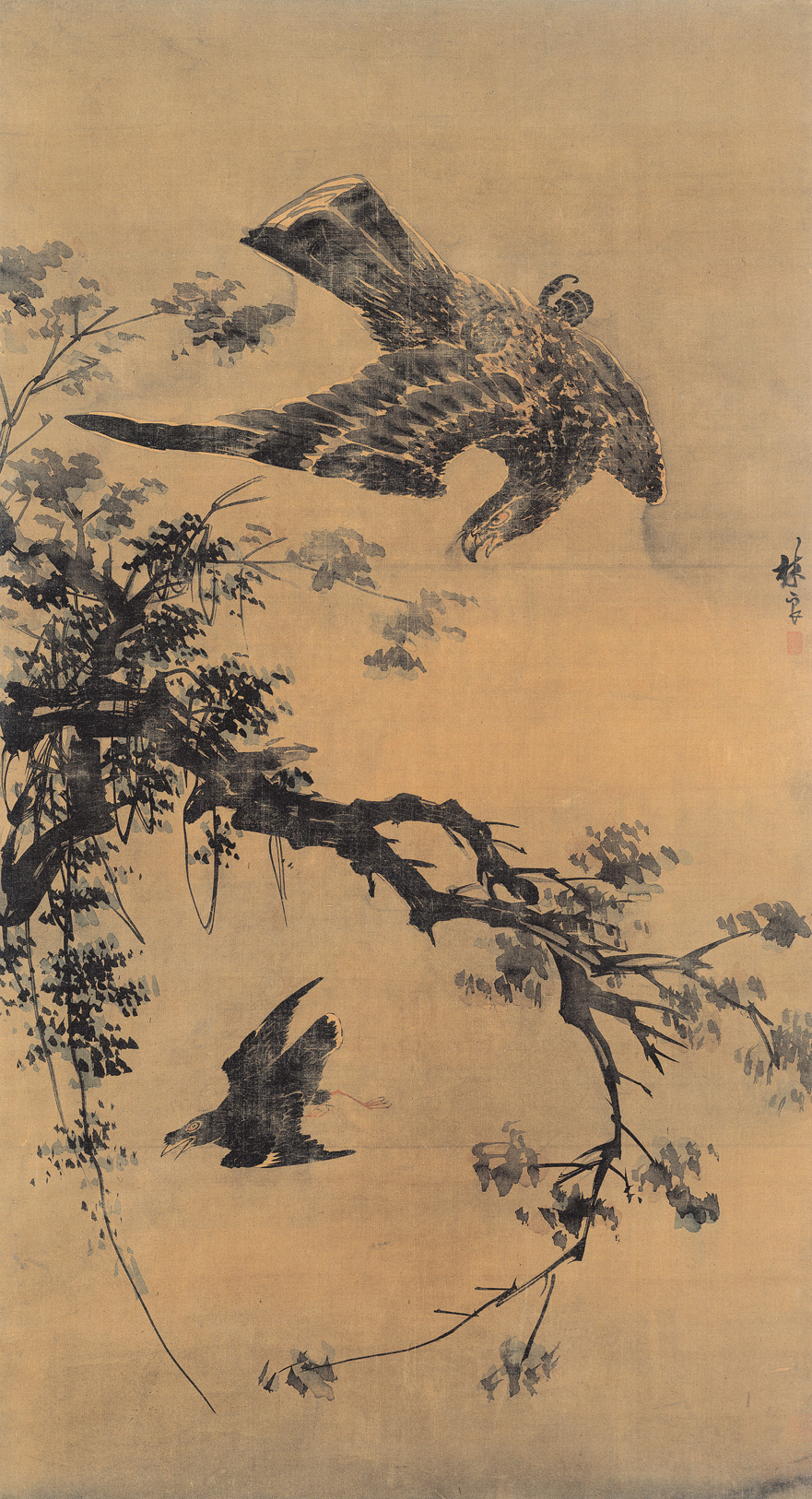
Линь Лян. Осенний орёл. Гугун, Тайбэй

Работая в жанре «цветы-птицы», художник изображал самых разных пернатых, но особенно прославился изображением орлов и соколов. Его излюбленных, исполненных силы персонажей можно встретить на многих свитках, таких, например, как «Орёл и дикий гусь» (Гугун, Пекин), «Осенний орёл» (Гугун, Тайбэй), «Два орла» (Гугун, Тайбэй) и других.
Имя Линь Ляна обычно упоминают в паре с именем другого прославленного минского мастера жанра «цветы-птицы» — Люй Цзи, который не менее успешно использовал созданный Линь Ляном монохромный стиль изображения птиц.

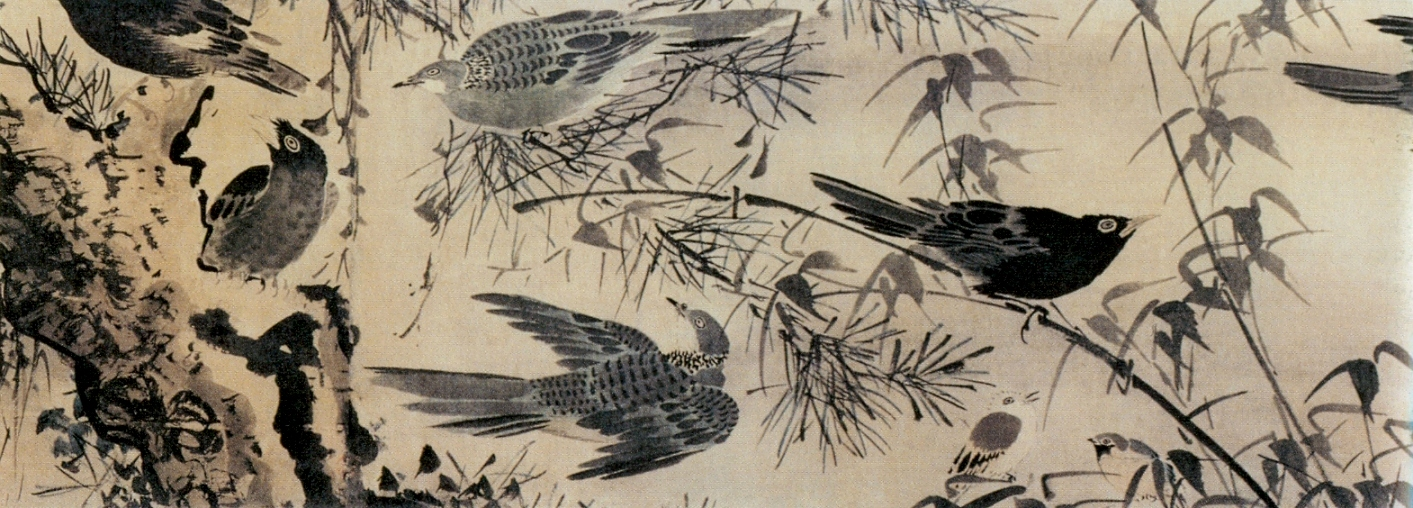
Линь Лян. Птицы в кустах. деталь. Гугун, Пекин.
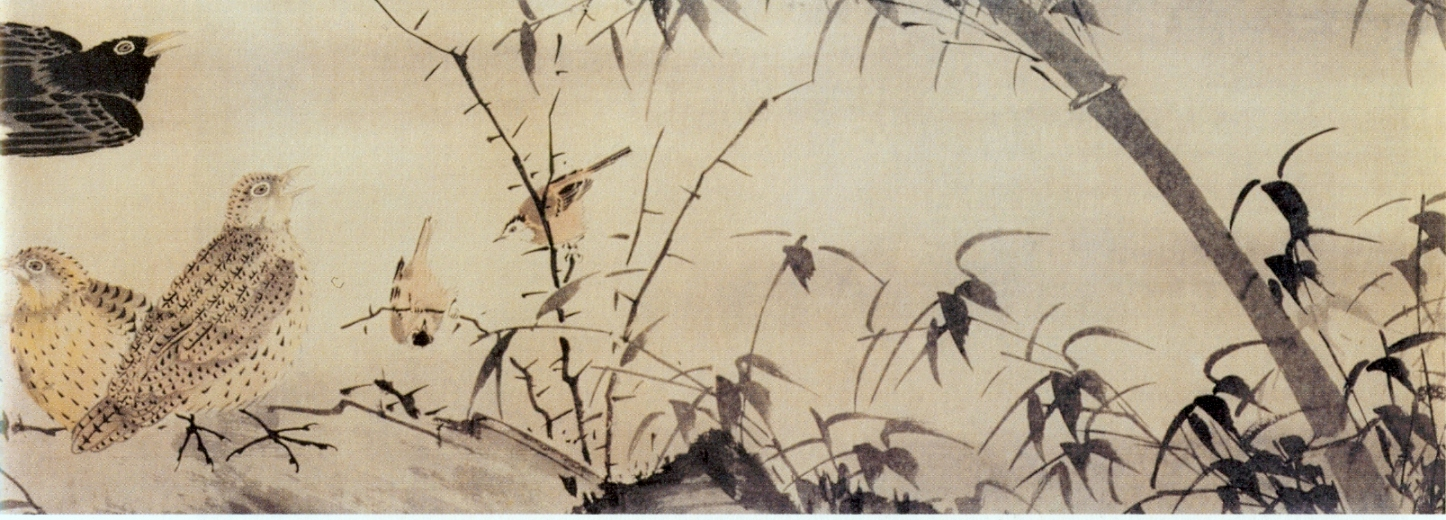
Линь Лян. Птицы в кустах. деталь. Гугун, Пекин.